# Rainer Blasius

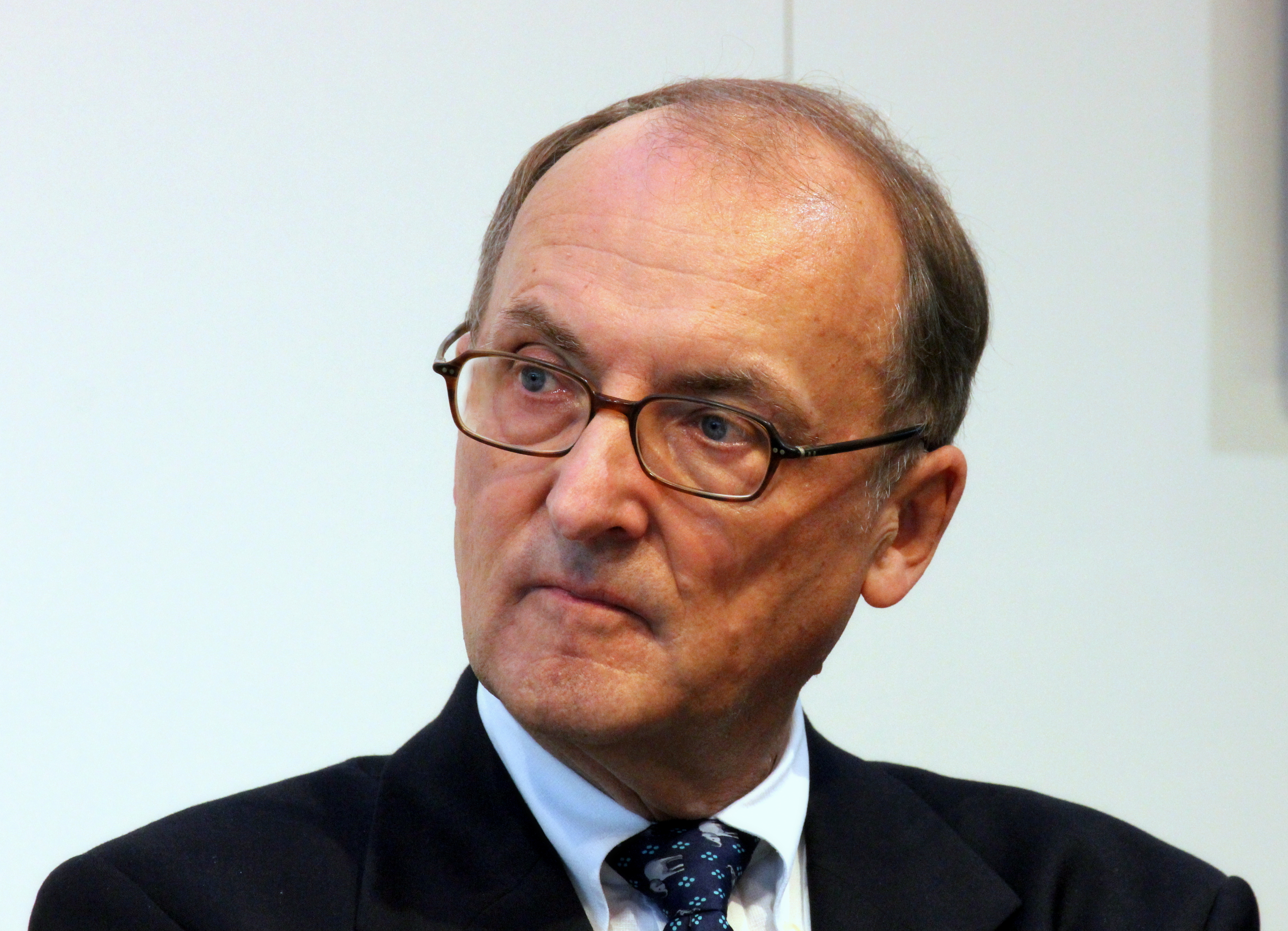
Rainer Blasius auf der Frankfurter Buchmesse 2016

Rainer Achim Blasius (* 16. Mai 1952 in Langenfeld/Rheinland) ist ein deutscher Diplomat, Historiker und Journalist.

## Leben
Rainer Blasius wurde als Sohn das Bauingenieurs Walter Blasius und seiner Frau Inge, geb. Knetsch, in Langenfeld geboren. Nach dem Abitur am Gymnasium Landrat-Lucas-Schule II in Opladen 1971 und seinem Wehrdienst bei den Gebirgsjägern (Dienstgrad: Leutnant der Reserve) studierte Blasius an der Universität zu Köln Geschichte, Germanistik und Philosophie. Dort wurde er 1980 bei Andreas Hillgruber mit einer Arbeit über Staatssekretär Ernst Frhr. von Weizsäcker in den Krisen um die Tschechoslowakei und Polen 1938/39 zum Dr. phil. promoviert. In dieser Untersuchung kam er zu dem Schluss, dass man Ernst von Weizsäcker nicht als „Mann des Widerstandes“ betrachten könne. 
Anschließend war Blasius zwanzig Jahre als Historiker in der Bundesverwaltung tätig. Seit 1990 arbeitete er als Leiter der Außenstelle des Münchener Instituts für Zeitgeschichte im Auswärtigen Amt in Bonn und war wissenschaftlicher Leiter der Edition der „Akten zur Auswärtigen Politik der Bundesrepublik Deutschland“.
Ende April 2000 verließ er als Vortragender Legationsrat den Bundesdienst. Seither gehört er der politischen Redaktion der Frankfurter Allgemeinen Zeitung an. Dort ist er für das Ressort „Politische Bücher“ verantwortlich, zudem beschäftigt er sich aufgrund eigener Behördenerfahrungen und intensiver Beobachtung mit dem deutschen Berufsbeamtentum. Er ist seit Oktober 2003 Honorarprofessor für Geschichte an der Rheinischen Friedrich-Wilhelms-Universität Bonn.
In der Debatte um das Buch Das Amt und die Vergangenheit (2010) agierte Blasius als scharfer Kritiker der Unabhängigen Historikerkommission, die diese Studie im Auftrag des Auswärtigen Amts erstellt hatte.

„Opportunisten von heute schreiben über Opportunisten von gestern und sind fest überzeugt, dass sie keine Opportunisten gewesen wären, wenn sie gestern gelebt hätten.“

Blasius ist verheiratet und hat einen Sohn.

## Schriften (Auswahl)
Monografien
- Für Großdeutschland – gegen den großen Krieg. Staatssekretär Ernst Frhr. von Weizsäcker in den Krisen um die Tschechoslowakei und Polen 1938/39. Böhlau, Köln 1981, ISBN 3-412-00781-1.

Herausgeberschaften
- Hasso von Etzdorf. Ein deutscher Diplomat im 20. Jahrhundert. Haumesser, Zürich 1994, ISBN 3-9520313-1-3.
- Von Adenauer zu Erhard. Studien zur auswärtigen Politik der Bundesrepublik Deutschland 1963 (= Schriftenreihe der Vierteljahrshefte für Zeitgeschichte, Band 68). Oldenbourg, München 1994, ISBN 3-486-64568-4.